# 香取町
香取町（かとりまち）は、千葉県香取郡に存在した町。
現在の香取市は2006年に新設合併によって誕生したものであり、本町とは異なる自治体である。

## 地理
- 現在の香取市の中部、旧佐原市の東部に位置する。
- 村域は台地と平地が入り組む谷戸が多い地形になっている。

## 歴史

### 沿革
- 1889年（明治22年）4月1日 - 町村制施行に伴い、香取村、丁子（ようろご）村、新市場村、多田村、吉原村、釜塚村、新部（にっぺ）村、返田（かやだ）村、下小野村、九美上村が合併し、香取郡香取村が発足。
- 1897年（明治30年）5月5日 - 香取村が町制を施行し、香取町となる。
- 1951年（昭和26年）3月15日 - 香取町は佐原町、香西村、東大戸村とともに合併し、佐原市を新設。同日香取町廃止。
- 2006年（平成18年）3月27日 - 佐原市は小見川町、山田町、栗源町とともに合併し香取市を新設。同日佐原市廃止。

変遷表
| 1868年 以前 | 1868年 以前 | 明治9年  | 明治22年 4月1日 | 明治30年 5月5日 | 昭和26年 3月15日 | 平成18年 3月27日 | 現在   |
| ----------- | ----------- | -------- | --------------- | --------------- | ---------------- | ---------------- | ------ |
|             | 香取村      | 香取村   | 香取村          | 町制            | 佐原市           | 香取市           | 香取市 |
|             | 吉原村      |          | 香取村          | 町制            | 佐原市           | 香取市           | 香取市 |
|             | 多田村      |          | 香取村          | 町制            | 佐原市           | 香取市           | 香取市 |
|             | 新市場村    |          | 香取村          | 町制            | 佐原市           | 香取市           | 香取市 |
|             | 新部村      |          | 香取村          | 町制            | 佐原市           | 香取市           | 香取市 |
|             | 釜塚村      |          | 香取村          | 町制            | 佐原市           | 香取市           | 香取市 |
|             | 返田村      |          | 香取村          | 町制            | 佐原市           | 香取市           | 香取市 |
|             | 下小野村    |          | 香取村          | 町制            | 佐原市           | 香取市           | 香取市 |
|             |             | 九美上村 | 香取村          | 町制            | 佐原市           | 香取市           | 香取市 |
|             | 丁子村      |          | 香取村          | 町制            | 佐原市           | 香取市           | 香取市 |

## 人口・世帯

### 人口
総数 [単位： 人]
| 1891年（明治24年） | 3,387 |
| 1903年（明治36年） | 3,655 |
| 1920年（大正 9年） | 4,131 |
| 1935年（昭和 5年） | 4,359 |
| 1940年（昭和15年） | 4,749 |
| 1951年（昭和26年） | 6,346 |

### 世帯
総数 [単位： 世帯]
| 1955年（昭和30年） | 1,059 |

## 交通

### 鉄道
- 日本国有鉄道（ → 東日本旅客鉄道）
  - ■成田線
    - 香取駅

※駅の所在地は津宮村。

## 名所・旧跡
- 香取神宮